# Marin Nicolai
Marin Nicolai este un fost senator român în legislatura 1996-2000 ales în județul Arad pe listele partidului PNȚCD.
În cadrul activității sale parlamentare, Marin Nicolau a fost membru în grupurile parlamentare de prietenie cu Republica Coasta de Fildeș, Republica Franceză-Senat și Republica Costa Rica. Marin Nicolai a fost membru în comisia pentru agricultură, silvicultură și dezvoltare rurală (din sep. 1999) și în comisia pentru sănătate publică. Marin Nicolai a inițiat 2 propuneri legislative din care 1 a fost promulgată lege.  